# نهائي كأس أوكرانيا 2014
نهائي كأس أوكرانيا 2014 هي المباراة النهائية من منافسة كأس أوكرانيا 2013–14، أقيمت المباراة في 15 مايو 2014، في ملعب بوتوفسكي فورسكلا، بين فريقي دينامو كييف، ونادي شاختار دونيتسك، وفاز فيها دينامو كييف، بعد أن هزم نادي شاختار دونيتسك، بنتيجة 2 - 1، وكان حكم المباراة Yuriy Mozharovskyi ‏، وحضر المباراة 9700 شخصاً.

## تفاصيل المباراة
لعبت المباراة النهائية في 15 مايو 2014.
| دينامو كييف | 2 -1 | نادي شاختار دونيتسك |
| ----------- | ---- | ------------------- |
|             |      |                     |